# 2296 Kugultinov
2296 Kugultinov este un asteroid din centura principală, descoperit pe 18 ianuarie 1975 de Liudmila Cernîh.